# Arlene Kelly (Cricketspielerin)
Arlene Nora Kelly (* 8. Januar 1994 in Auckland, Neuseeland) ist eine irisch-neuseeländische Cricketspielerin, die seit 2022 für die irische Nationalmannschaft spielt.

## Kindheit und Ausbildung
Kelly wuchs in Neuseeland als Tochter von irischstämmigen Eltern auf. Sie arbeitete als Key-Account-Managerin bei einer Firma für Personaldienstleistungen.

## Aktive Karriere
Ab der 2012/13 spielte sie für die Auckland Hearts im nationalen neuseeländischen Cricket. Durch ein Gespräch mit der ebenfalls für Irland spielenden Eimear Richardson im März 2022 entschied sie sich nach Irland zu gehen. Dort spielte sie zunächst für den Malahide Cricket Club und rückte schnell in den Fokus der Nationalmannschaft. Kelly gab dann ihr Debüt in der Nationalmannschaft im Juni 2022 bei der Tour gegen Südafrika im WTwenty20- und WODI-Format. Im August erzielte sie in den WODIs in den Niederlanden 3 Wickets für 9 Runs. Ihr gelangen ebenfalls drei Wickets (3/19) im entscheidenden Spiel der WTwenty20-Serie in Pakistan und verhalf Irland so zum Seriensieg. Daraufhin wurde sie für den ICC Women’s T20 World Cup 2023 nominiert.